# Afrosternophorus dawydoffi
Afrosternophorus dawydoffi es una especie de arácnido del orden Pseudoscorpionida de la familia Sternophoridae.

## Distribución geográfica
Se encuentra en Camboya y Vietnam.